# Pérolles-See
Der Pérolles-See (französisch Lac de Pérolles, deutsch veraltet Pigritzsee) ist ein Schweizer Stausee im Kanton Freiburg am Fusse der Stadt Freiburg. Die Bauarbeiten an der Gewichtsmauer des Pérolles-Sees wurden im Jahre 1872 abgeschlossen, damit ist sie die älteste betonierte Staumauer in Europa.

## Geschichte
Der Ingenieur Guillaume Ritter hatte zu seiner Zeit eine Vision: er wollte mit einer Mauer die Saane stauen, um die Stadt Freiburg mit Trinkwasser zu versorgen und mit dem künstlichen Gefälle teledynamische Energie zu erzeugen. Turbinen sollten das Wasser in die Reservoire der Stadt pumpen, von wo aus Hydranten und Wohnhäuser mit Wasser versorgt würden. Die Pumpen und Antriebe für das teledynamische Kabel wurden im Werk «Magere Au» untergebracht.
Des Weiteren sollte über ein teledynamisches Kabel Bewegungsenergie auf das Pérolles-Plateau geführt werden, um dort Energie für die Sägereien zu erzeugen. Das teledynamische Kabelsystem gleicht einem Übertragungsriemen, der auf Pfeilern über eine grosse Distanz geführt wird – ähnlich einer heutigen Seilbahn. Ritter war überzeugt, mit dieser Anlage den industriellen Fortschritt nach Freiburg zu bringen.
Entgegen den Planungen versorgte der Stausee die Sägereien erst im Frühjahr 1874 mit Energie, die allerdings sehr teuer war. Noch später – im Herbst 1874 – bekamen die Wohnhäuser ihr Wasser, wobei die Qualität sehr zu wünschen übrig liess.
Im Jahre 1890 begann die Elektrifikation des Werks «Magere Au», dabei wurde das teledynamische System 1895 durch konventionelle Erzeugung elektrischer Energie ersetzt.
Mit der Erhöhung der Staumauer im Jahre 1910 wurde auch das neue Elektrizitätswerk «Oelberg» in Betrieb genommen. Durch einen Tunnel in der Saaneschlaufe unter dem Bürglen-Hügel wurde der Pérolles-See mit dem neuen Werk «Oelberg» verbunden.
Heute ist der See stark mit Sediment gefüllt, da in den über 130 Jahren die Saane viel Material an der Staumauer abgelagert hat. Diese Ablagerungen haben teilweise zur Bildung von kleinen Inseln geführt. Auf dem Bild mit dem Blick von der Staumauer aus auf den See ist diese Inselbildung sichtbar, in Form eines «Grünstreifens» bestehend aus Sträuchern.

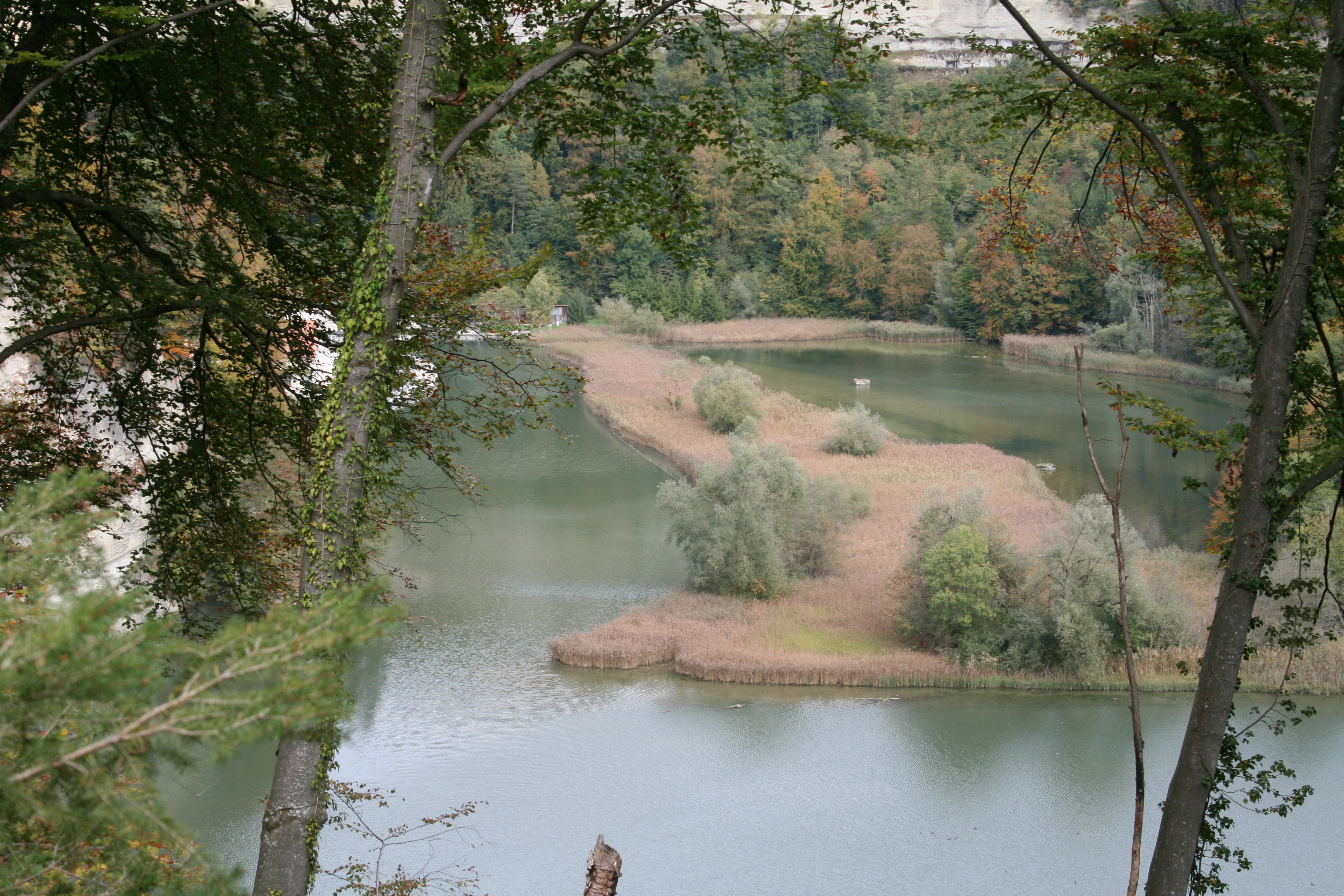
See mit der Verlandung
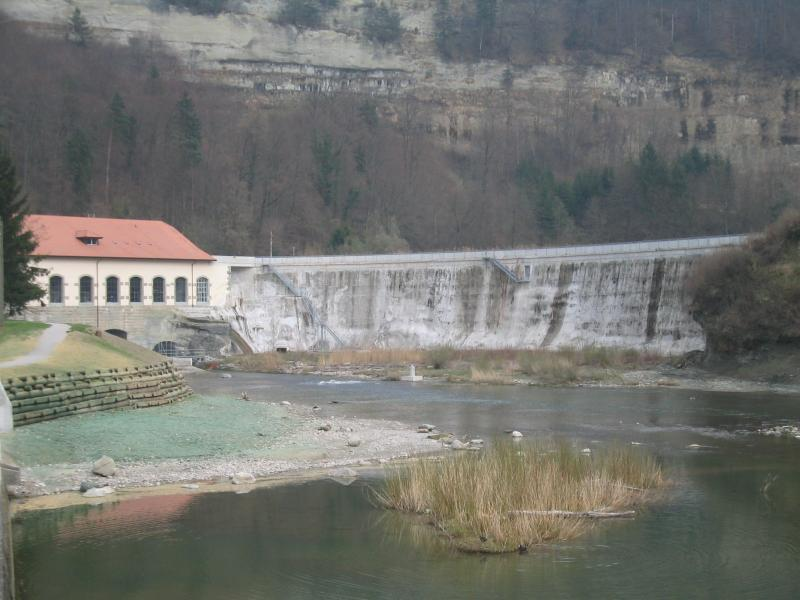
Staumauer der Mageren Au
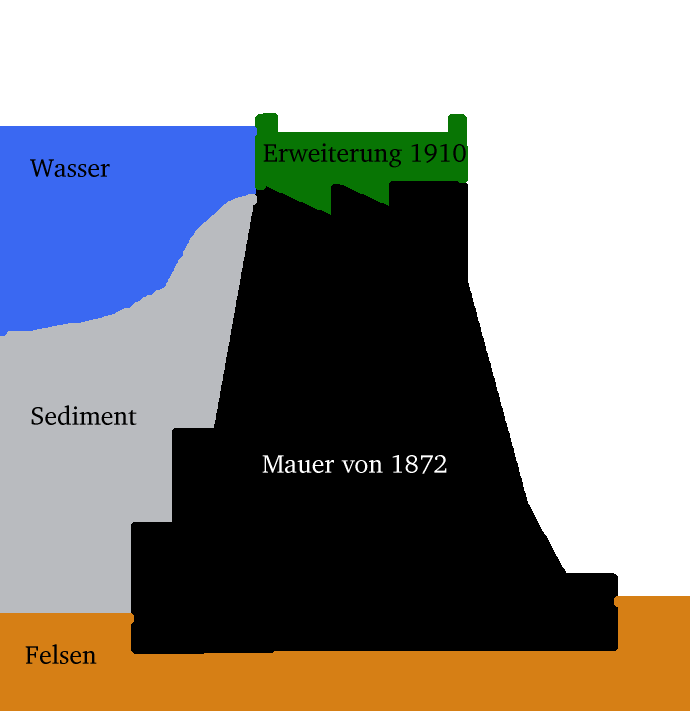
Skizze der Staumauer Magere Au
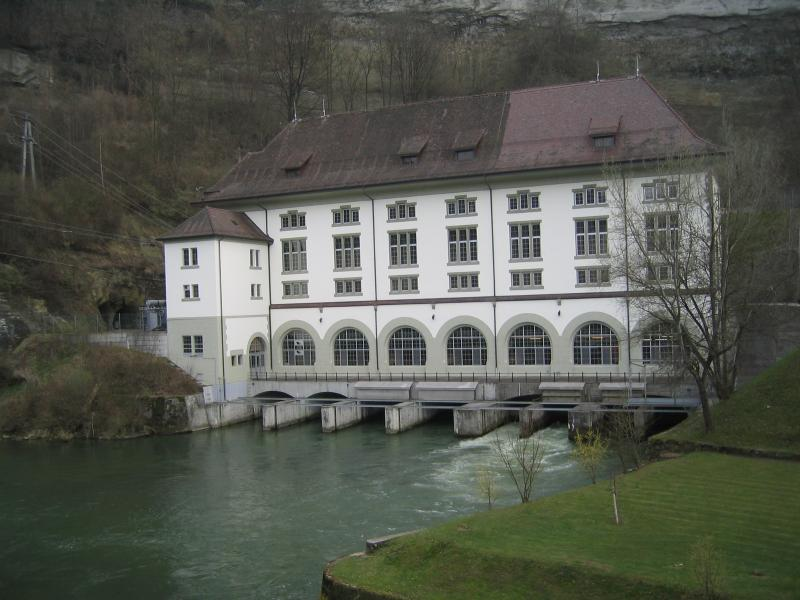
Das Elektrizitätswerk Oelberg

## Technische Daten der Staumauer
Die Staumauer Maigrauge / Magere Au wurde 1910 um 2,5 Meter erhöht, sie misst am Fuss 18 Meter und am Scheitel 4,5 Meter. Vom Stauvolumen von 0,4 Mio. m³ werden 0,3 Mio. m³ effektiv genutzt.

## Teledynamisches System
Die Idee von Guillaume Ritter war für die damalige Zeit visionär: Der Betrieb einer grossen Sägerei und einer Wagenfabrik, die ihre Antriebsenergie aus der Ferne beziehen. Mit den Turbinen in der «Mageren Au» wurde die Wasserkraft mittels eines Kabels bis auf die Ebene von Pérolles geführt. Dazu musste eine Distanz von ca. 1 km und eine Höhendifferenz von ca. 70 m überwunden werden. Auf Pfeilern wurde das Kabel durch einen kleinen Tunnel auf die Ebene von Pérolles geführt und verteilt.
Die Stadt Freiburg erhoffte sich aus der neuen Industrialisierung einen Aufschwung, den sie dringend brauchte. Der Strom und die Elektromotoren machten aber das teledynamische System bald obsolet.

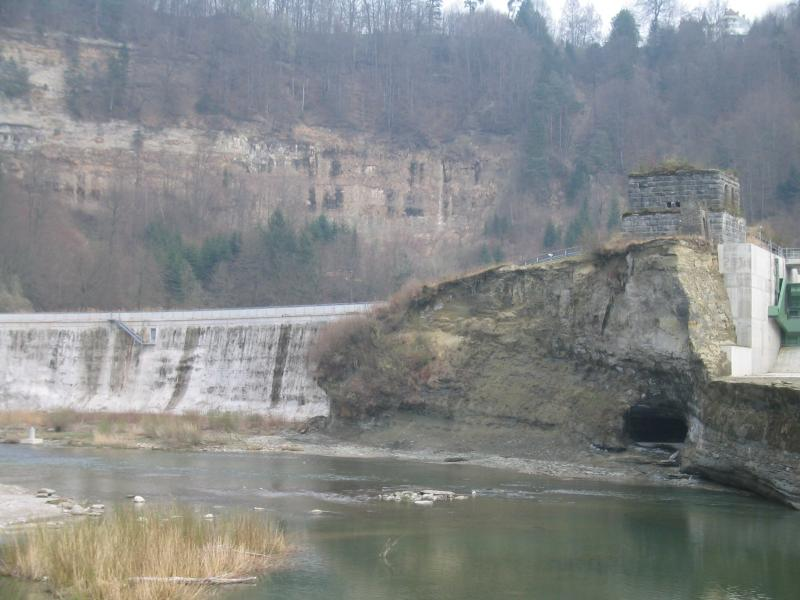
Staumauer mit auf der rechten Seite sichtbaren Resten der Pfeiler für das teledynamische System aus dem Jahr 1872
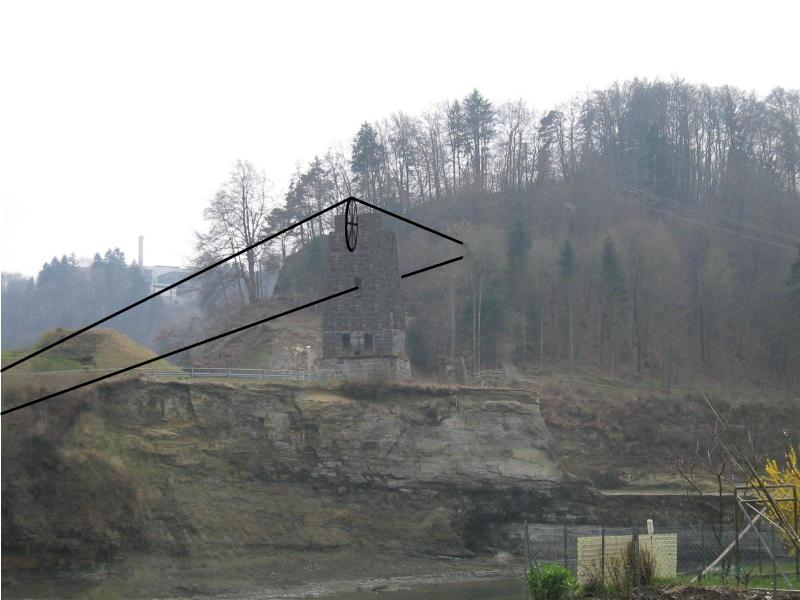
Fotomontage eines Pfeilers mit Kabel des teledynamischen Systems
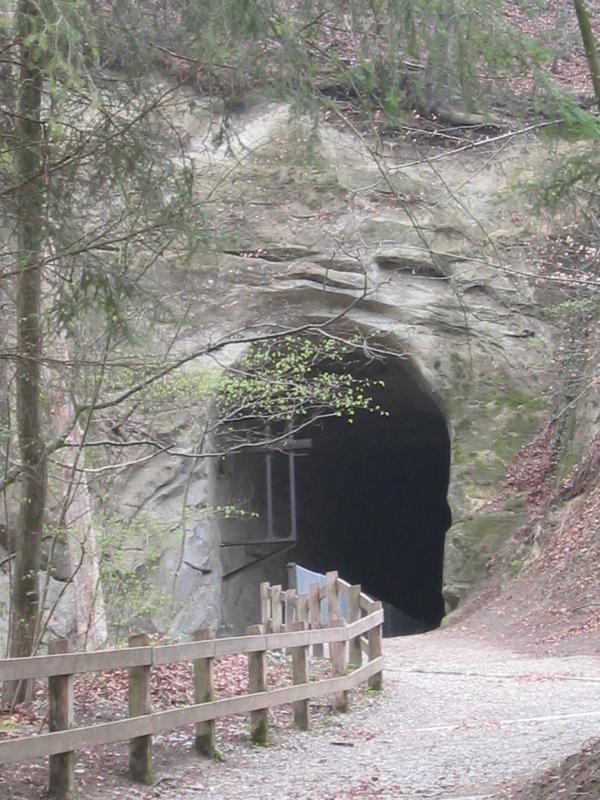
Der Tunnel, durch den das Kabel auf die Ebene von Pérolles geführt wurde
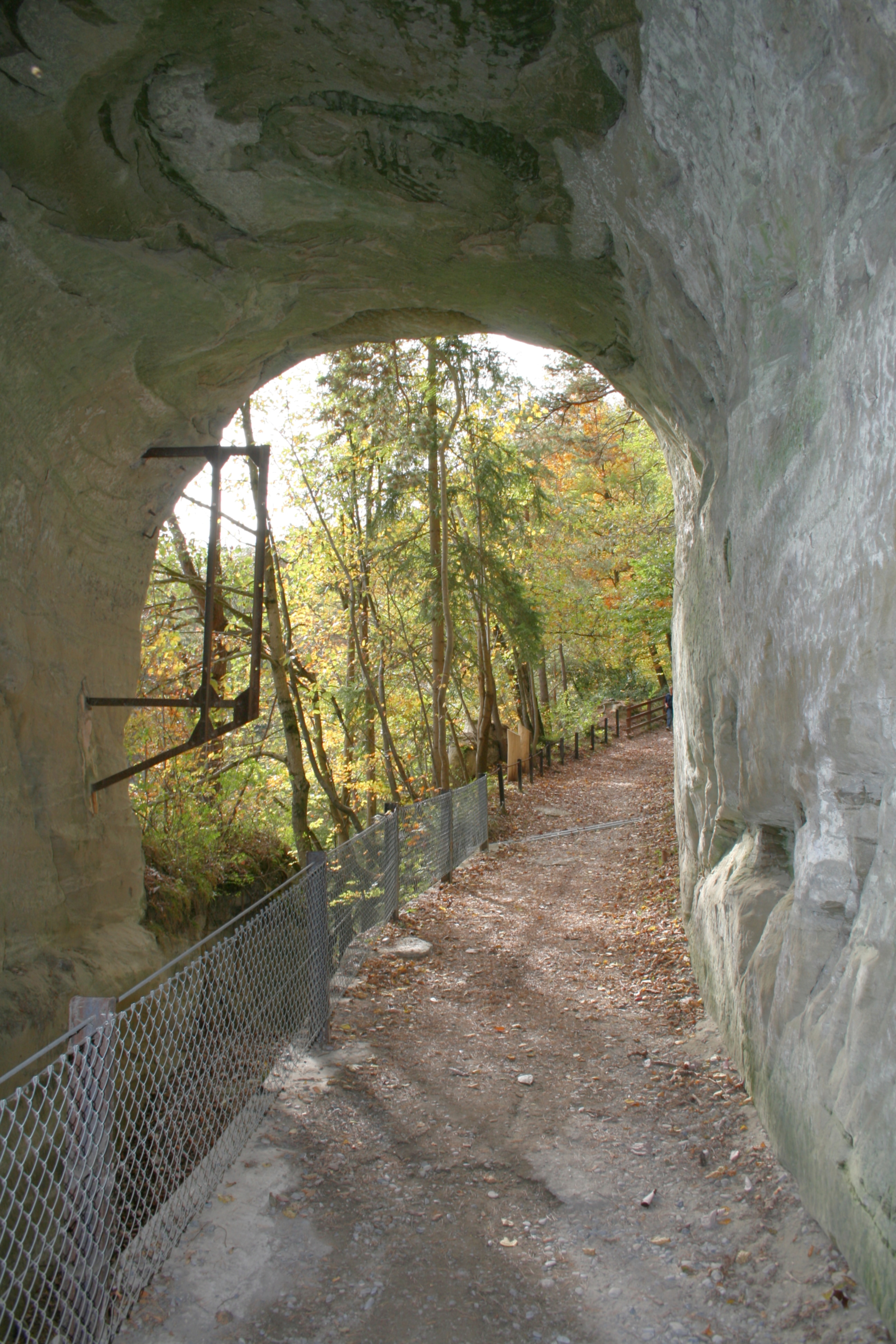
Tunnel für das Kabel

## Naturschutzgebiet
Das Gebiet des Pérolles-Sees zeichnet sich durch eine reiche Flora und Fauna aus. Es wurde 1961 zum Vogelschutzgebiet erklärt. Seit 1983 ist das Gebiet vom Creux-du-Loup bis zur Staumauer Naturschutzgebiet. Seit 2009 ist es unter der Bezeichnung Lac de Pérolles (FR) mit der Nummer FR-124 im international und national bedeutenden Bundesinventar der Wasser- und Zugvogelreservate registriert.
Die augenfälligsten Lebensräume sind die Felswände, die Wasserflächen und die Schilfgürtel. Diese säumen Wälder an Hängen und Auenwälder: Verbreitet sind Weiden-, Erlen- und Eschenwälder. Hier leben 160 Vogelarten, davon brüten 92 Vogelarten in oder am Perolles-See. Von den 570 Pflanzenarten, die hier zu Hause sind, sind 72 vom Aussterben bedroht. Der Perolles-See besteht aus einem Mosaik an unterschiedlichsten Biotopen.
In diesem Mosaik hat auch der Siebenschläfer, der im Wald wohnt, die Ringelnatter, die Feuchtgebiete wie Schilfgürtel liebt, und die Rabenkrähe, die vor allem in Felsnischen brütet und inzwischen auch im Mittelland wieder verbreitet ist, den je spezifischen Lebensraum gefunden. Laut Vogelwarte Sempach brüteten Mitte der 1990er Jahre an der Saane und Sense noch zwischen 3 und 5 Paare des Flussuferläufers (Actitis hypoleucos). In den Molassefelsen nisten auch Kolkraben, Turmfalken, Wanderfalken und Gänsesäger. Auf dem Wasser und in den Schilfgürteln leben Wasserrallen, Zwergtaucher, Stockenten und Teichrohrsänger, die ihre Jugen im Röhricht aufziehen. Die Schnatterente oder die Krickente gastieren am Perolles-See, um zu überwintern. In den Wäldern halten sich Grauspecht und vier verschiedene Laubsängerarten auf.
Auf einem 8 km langen Rundweg erklären Informationstafeln Fauna, Flora, Geologie, Hydrologie und Geschichte des Sees.
Auf dem Perolles-See ist die Schifffahrt und das Eindringen in die Schilfgürtel für alle Personen und das Fischen von den Schilfgürteln aus verboten. Gestattet ist die Fischerei vom Ufer (ausser Schilfgürtel) aus. Oberhalb der Perolles-Brücke ist die Fischerei vom Ufer aus gestattet.
Der Perolles-See bildet auch den unteren Teil des Auengebiets La Sarine: Rossens - Fribourg, das unter der Nummer FR-62 im Bundesinventar der Auengebiete von nationaler Bedeutung verzeichnet ist.

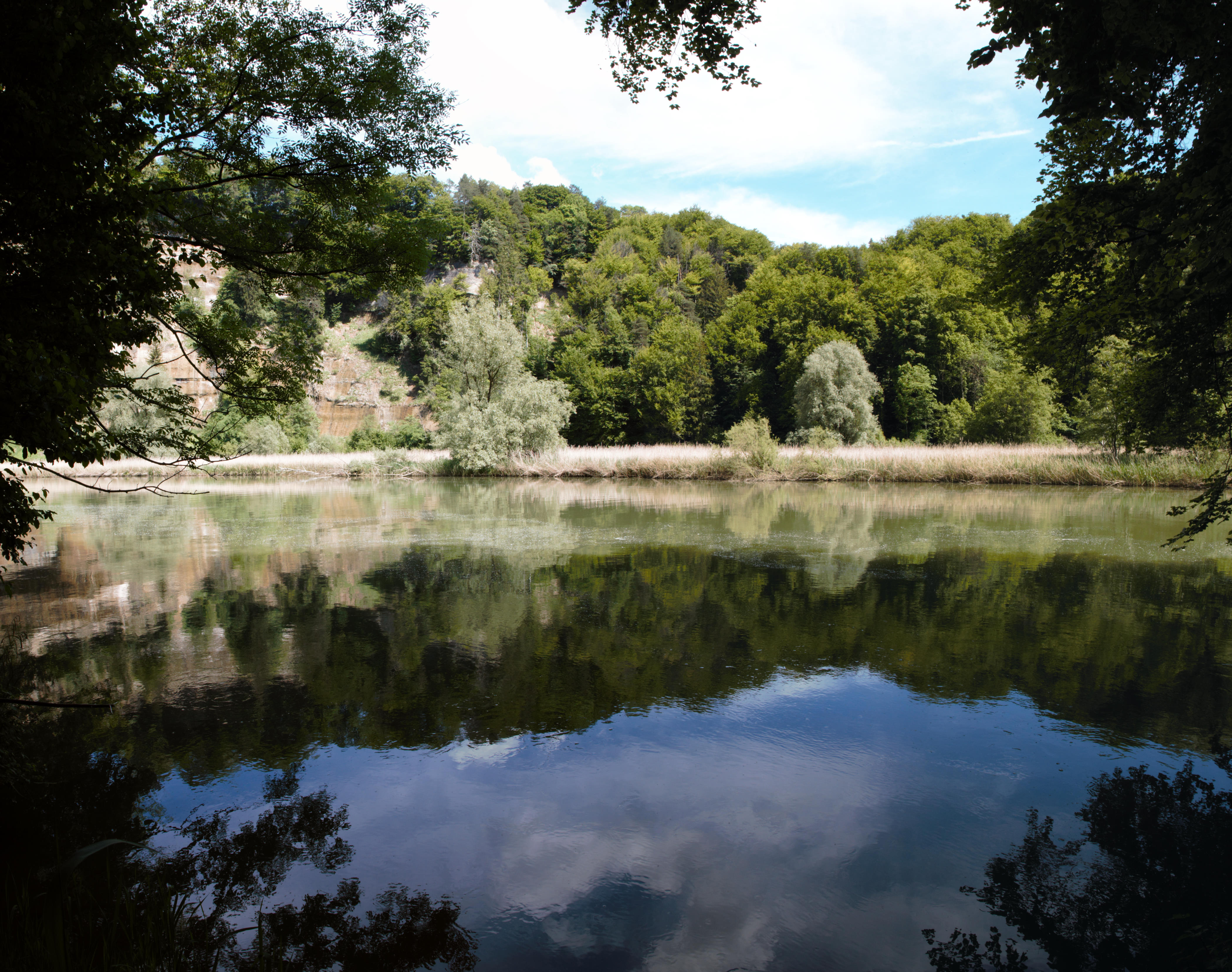
Pérolles-See
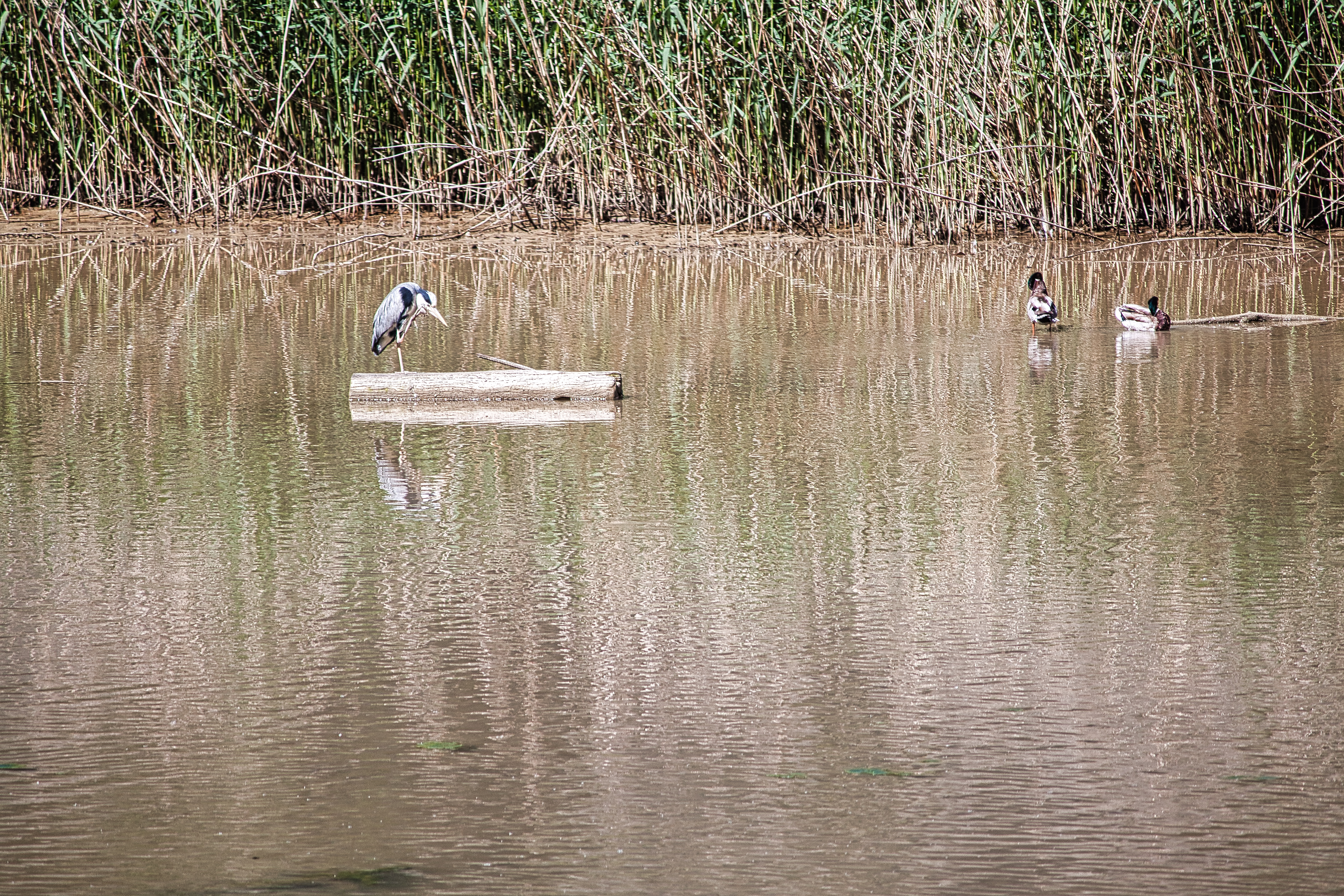
Vögel geniessen die Sonne
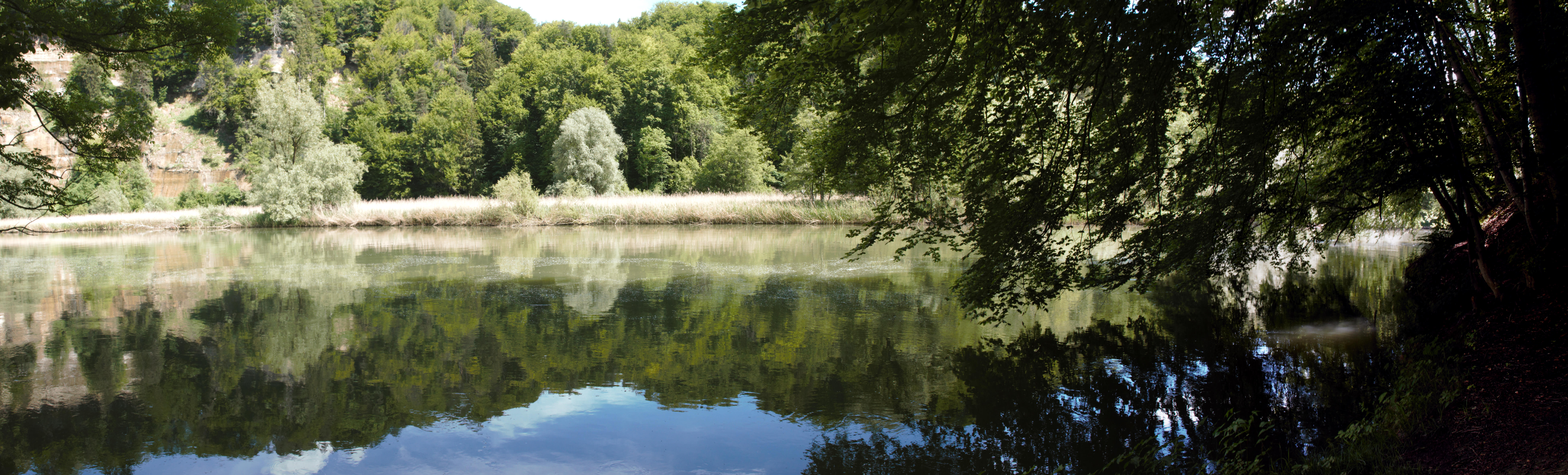
Pérolles-See
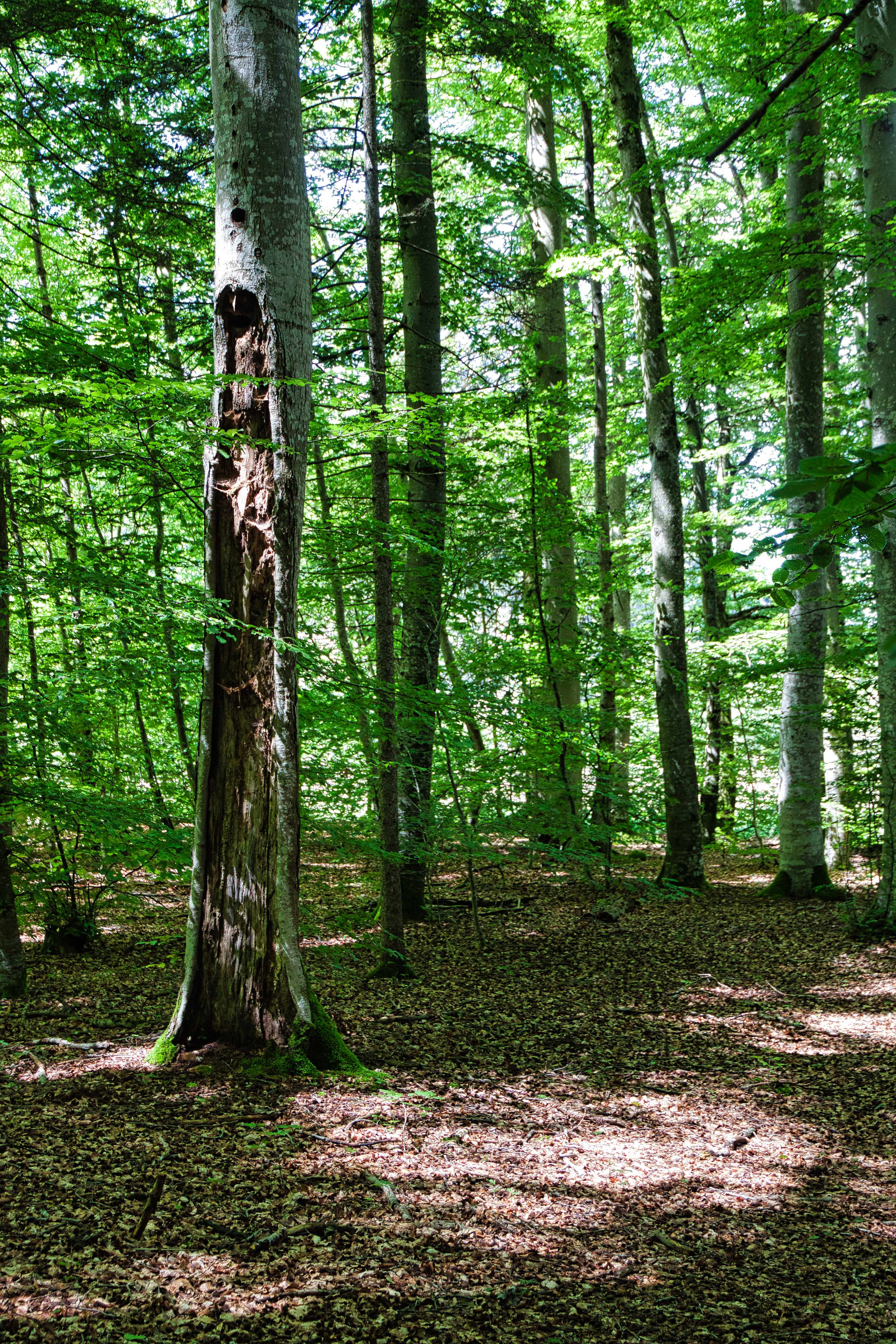
Pérolles-See: Wald
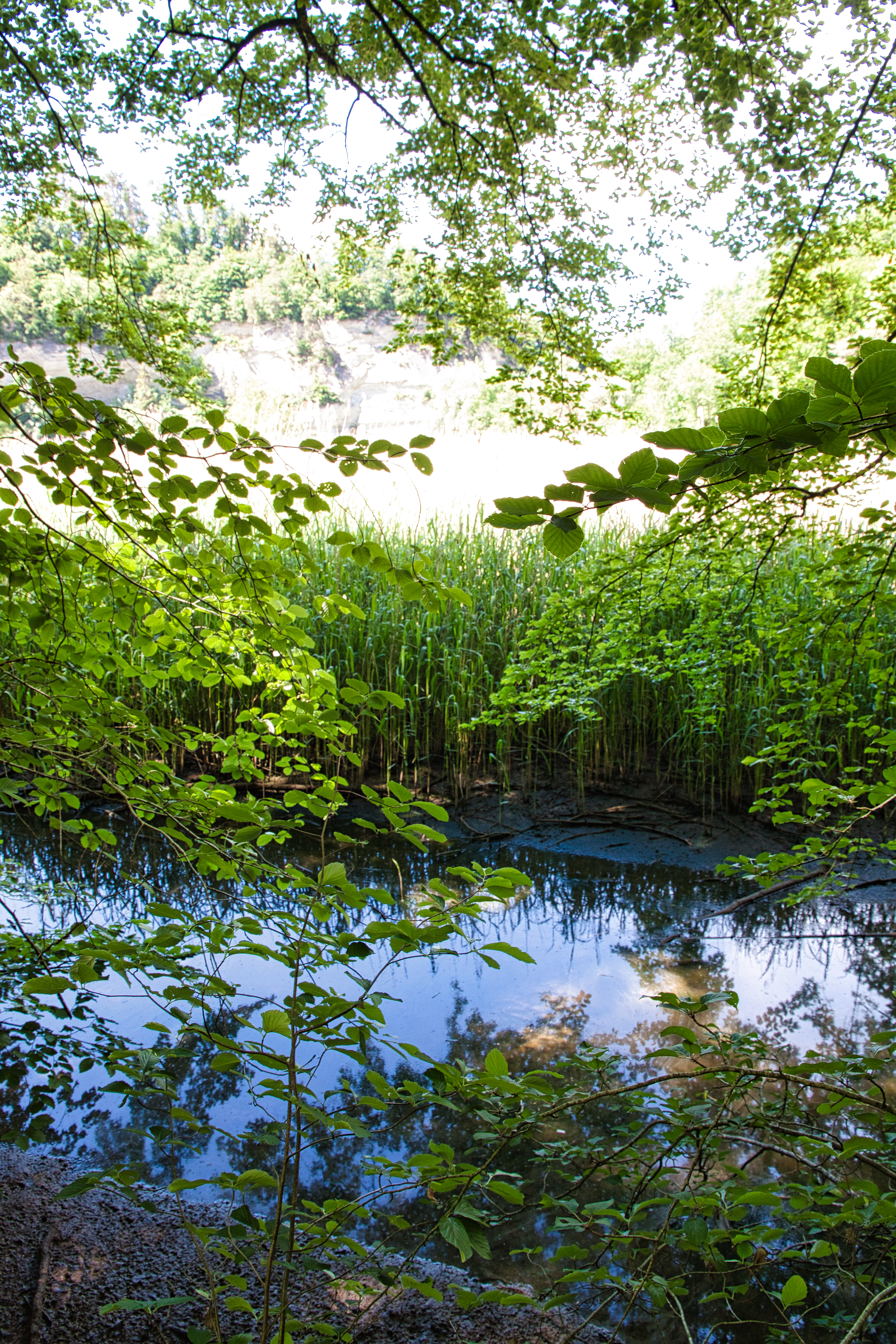
Pérolles-See mit Tümpeln
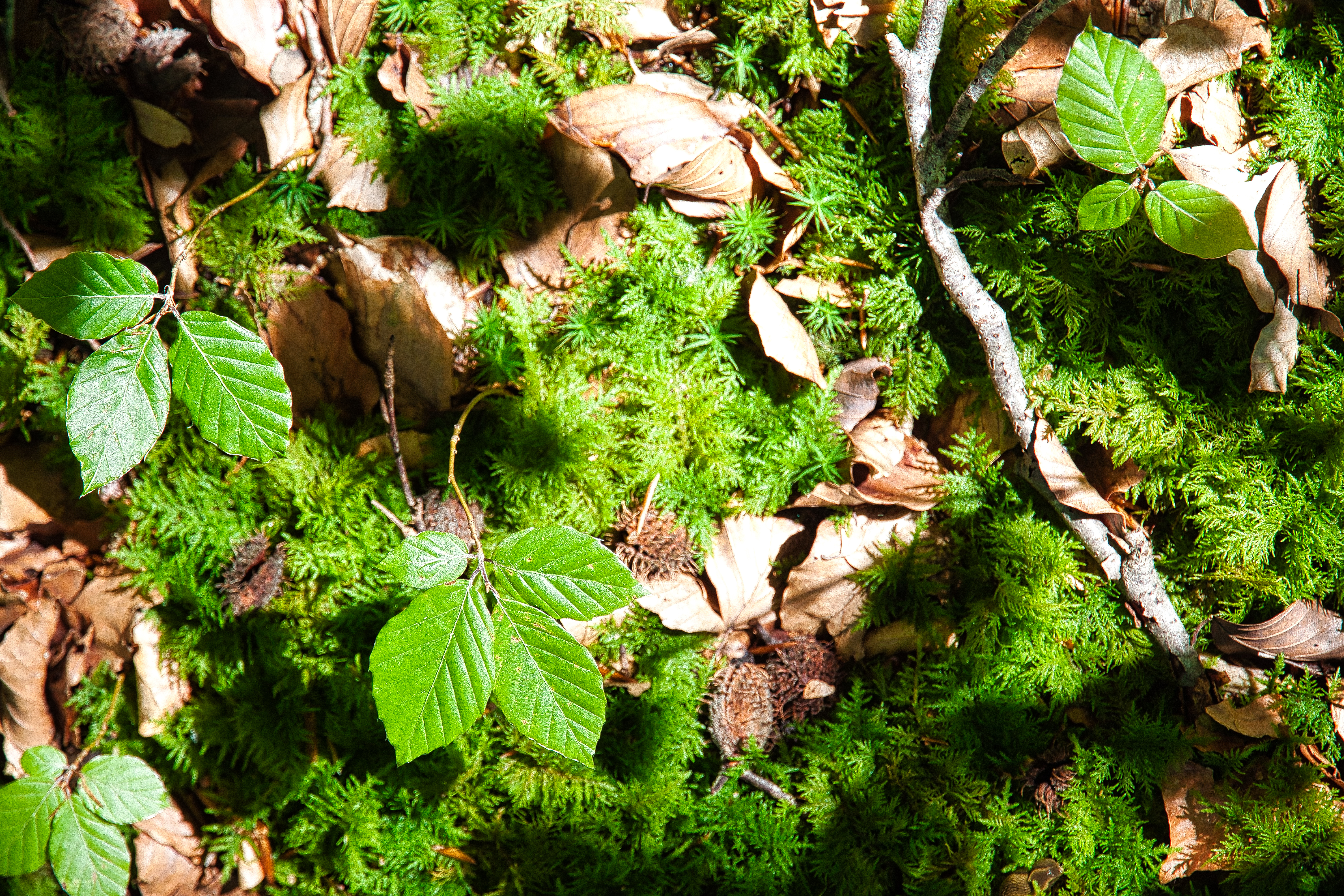
Pérolles-See: Moos und Buchentriebe
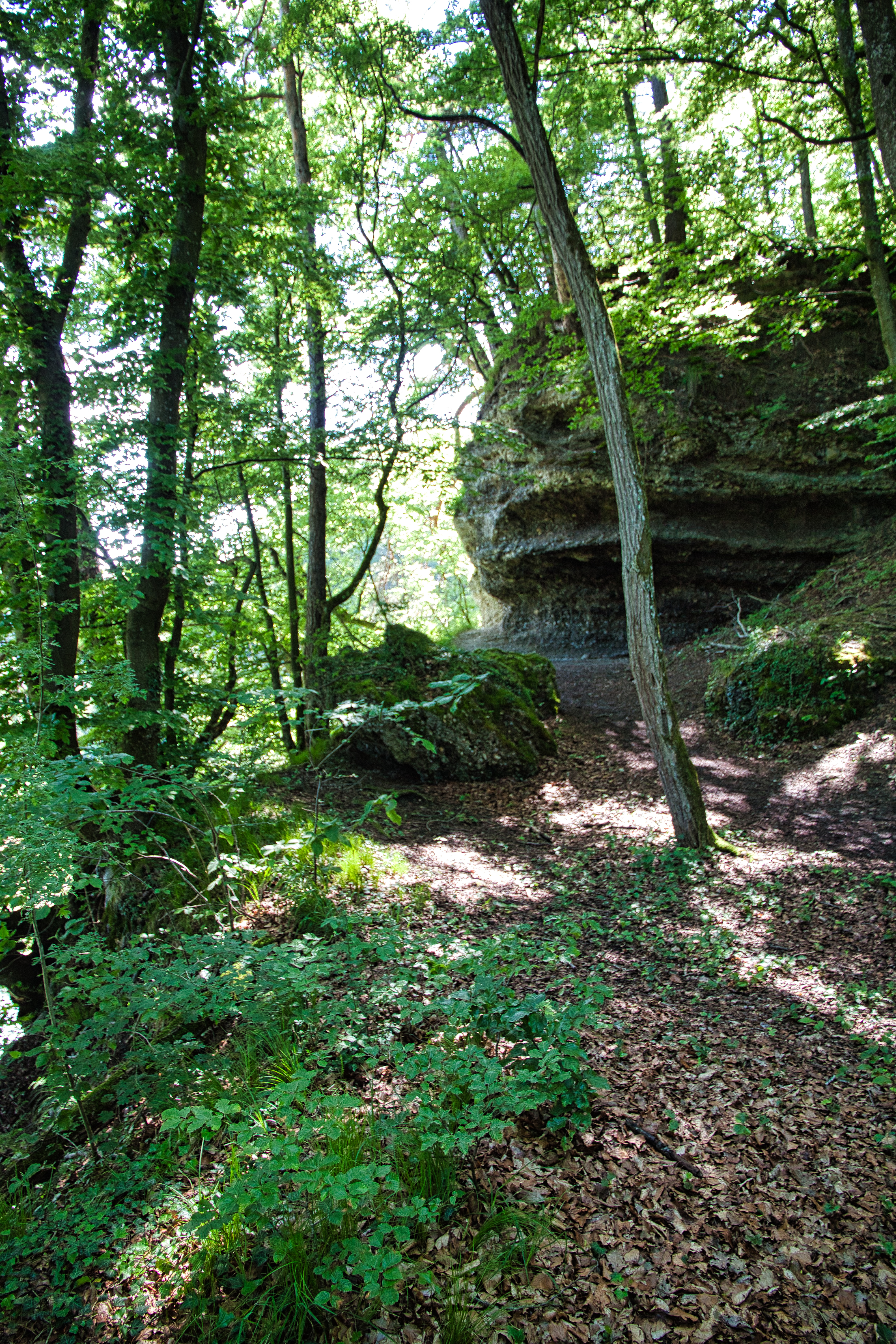
Pérolles-See: Felsformation